# Joe Fabel
Joseph A. Fabel, detto Joe (Cleveland, 4 settembre 1917 – Pittsburgh, 31 gennaio 1967), è stato un cestista statunitense, professionista nella NBL e nella BAA.